# Дефрин, Эфи
Э́фи Де́фрин (ивр. אפי דפרין‎; полное имя — Эфра́им Де́фрин, ивр. אפרים דפרין‎; род. 17 января 1972, Хадера, Израиль) — бригадный генерал Армии обороны Израиля, нынешний глава пресс-службы Армии обороны Израиля (с 27 марта 2025 года).

## Биография
Дефрин родился и вырос в квартале Гиват-Ольга города Хадера в Израиле.
Отец, Барух Дефрин, приехал в Израиль из Румынии в возрасте 19 лет после того, как бо́льшая часть его семьи погибла в ходе Холокоста. Мать, Ализа, приехала в Израиль из Марокко.
В 1991 году был призван на службу в Армии обороны Израиля. Так как Дефрин окончил профессиональное училище, его направили на службу в Корпус боевой техники, но Дефрин выразил возражение против направления, и его определили на службу в бронетанковой бригаде «Саар ми-Голан». Прошёл подготовку в качестве танкиста, окончил курс командиров танков, по окончании офицерских курсов служил командиром танкового взвода, а затем и командиром роты в 75-м танковом батальоне «Ромах» бригады «Саар ми-Голан».
С 2005 по 2007 год возглавлял 9-й батальон «Эшет» бронетанковой бригады «Иквот ха-Барзель». Накануне начала Второй ливанской войны батальон под командованием Дефрина был размещён в районе Иерихона на Западном берегу реки Иордан и был переведён на израильско-ливанскую границу после начала войны. С июня 2006 года батальон был задействован в ряде рейдов на ливанские деревни, в которых разместились боевики «Хезболлы». Накануне окончания войны израильское руководство решило провести завершающую операцию «Изменение направления 11» с целью ввода войск до берегов реки Эль-Литани и нанесения решающего удара по силам «Хезболлы», и силы бронетанковой дивизии «Ха-Плада», включающие батальон под руководством Дефрина, были переведены в наступление на территории Ливана в районе Вади-Салуки и деревень Гандурия и Фарун. Планами командования предполагалось, что силы двух пехотных батальонов бригады «Нахаль» будут прикрывать продвижение танкового батальона, но информация об этом не была донесена до бойцов «Нахаля», занятых боями в деревнях, и во время пересечения Вади-Салуки 12 августа 2006 года батальон Дефрина попал в засаду, и в танк, в котором передвигался Дефрин, попали три противотанковые ракеты «Корнет». Развязавшийся бой в Вади-Салуки превратился в операцию по эвакуации погибших и раненых израильских бойцов. От попадания третьей ракеты в его танк Дефрин получил тяжёлую взрывную травму, ранение Дефрина был определено как смертельное, однако после эвакуации и госпитализации ему удалось восстановиться, и он вернулся к командованию батальоном спустя четыре месяца после ранения.
С 2008 по 2010 год командовал 532-м батальоном «Шелах» учебной бронетанковой бригады «Бней Ор», а с 2010 по 2011 год был командиром оперативного отдела (ивр. קצין אג"ם‎) бронетанковой дивизии «Ха-Плада».
Затем окончил курс командиров бригад и в 2011 году был назначен командиром 27-й резервной бронетанковой бригады «Эгроф ве-Ромах», возглавлял бригаду вплоть до её расформирования в 2014 году. С 2014 по 2015 год был заместителем командира бронетанковой дивизии «Гааш».
С 2017 по 2019 год был военным атташе Израиля в Индии. В 2019 году принял участие в образовательной программе военного лидерства Еврейского института национальной безопасности Америки.
С 2019 по 2024 год возглавлял отдел «Тевель» — отдел внешних связей Армии обороны Израиля, находившийся в подчинении Управления планирования Генштаба армии, а затем поставленный в подчинение Управлению стратегии и третьего круга Генштаба армии. В данный период были подписаны Соглашения Авраама — мирные соглашения с Объединёнными Арабскими Эмиратами, Бахрейном и Марокко, приведшие к значительному повышению интенсивности работы отдела под руководством Дефрина. Дефрин также курировал процесс реорганизации взаимодействия израильской армии с вооружёнными силами США при переводе Израиля из сферы ответственности Европейского командования США в сферу ответственности Центрального командования США, а также действия по координации усилий американских, британских, французских и иорданских вооружённых сил по противостоянию иранским ударам по Израилю в апреле 2024 года. Также занимался координацией связей Армии обороны Израиля с силами ЮНИФИЛ, размещёнными в Ливане, взаимодействием с иностранными вооружёнными силами в целях поставками вооружений для обеспечения потребностей Армии обороны Израиля в ходе войны в Газе и Ливане и координацией технологической поддержки и проведением совместных учений с вооружёнными силами европейских стран.
1 августа 2024 года завершил службу и вышел в отпуск накануне выхода в запас из армии. После завершения службы был приглашённым исследователем (англ. visiting fellow) в Еврейском институте национальной безопасности Америки.
Затем работал заместителем генерального директора по маркетингу в израильском оборонном концерне Rafael.
9 марта 2025 года генерал-лейтенант Эяль Замир, вступивший на пост Начальника Генштаба, рекомендовал назначить Дефрина на должность главы пресс-службы Армии обороны Израиля, и эта рекомендация была утверждена министром обороны Исраэлем Кацем. 27 марта 2025 года Дефрин, вернувшийся на регулярную службу в армии, вступил на должность, сменив на посту контр-адмирала Даниэля Хагари.

### Образование и личная жизнь
За годы военной службы Дефрин получил степень бакалавра Университета имени Бен-Гуриона (в области социальных наук) и степень магистра Еврейского университета в Иерусалиме (в области безопасности). Также окончил учёбу в Королевском колледже оборонных наук в Великобритании и получил степень магистра (MPhil) Колледжа национальной обороны в Индии.
Женат на подполковнике запаса Кармель Дефрин-Вольфсон (род. 11 января 1975), служившей в армии главой отделения образования и публичной дипломатии в Корпусе образования и молодёжи, уроженке мошава Шадмот-Двора в Нижней Галилее, родившейся в семье Юваля и Цофии Вольфсон. Отец Кармель Дефрин-Вольфсон, майор Армии обороны Израиля Юваль Вольфсон, пал во время военной службы, когда ей не исполнилось и года.
Отец четырёх детей. Проживает в поселении Кфар-ха-Ораним на Западном берегу реки Иордан.

## Публикации
- Defrin E, Tobin Y. Подавление иранского «Кольца огня» в Ливане (англ.) = Suppressing Iran’s Ring of Fire in Lebanon. — JINSA, 2024. Архивировано 11 января 2025 года.
- Defrin E, Tobin Y. Удерживая линию: стратегия для обеспечения безопасности коридора «Филадельфи» (англ.) = Holding the Line: A Strategy for Securing the Philadelphi Corridor. — JINSA, 2024. Архивировано 15 февраля 2025 года.